# Burg Biebelnheim
Die Burg Biebelnheim ist eine völlig abgegangene Wasserburg auf oder bei der heutigen Gemarkung der Gemeinde Biebelnheim im Landkreis Alzey-Worms in Rheinland-Pfalz. Der Historiker Widder vermerkt 1787 in seiner Beschreibung der Kurfürstlichen Pfalz am Rheine: „Die alte Burg ist ganz verfallen, und ausser einem Thurn nichts mehr davon übrig“. Auch der Historiker Schaab vermerkt 1851, dass von der alten Burg der Turm noch vorhanden sei.

## Lage
Die Burg lag in Niederung am Nebenbach (Heimersheimer Bach) der Selz, kurz vor Einmündung in diese, möglicherweise bereits auf der Gemarkung von  Gau-Odernheim.

## Geschichte
Wann und von wem die Burg erbaut wurde, ist nicht bekannt. Im 13. und 14. Jahrhundert war die Burg Mittelpunkt der vermutlich sehr kleinen Herrschaft Biebelnheim. In Urkunden aus den Jahren 1252 und 1254 wird ein Gerlach von Biebelnheim (Gerlacus de Bybelnheim) erwähnt. Im Jahr 1276 kommt ein Arnold von Bibilnheim als ein hohenfelsischer Vasall zu Mommenheim (Mummernheim) vor.
Hermann, Herr zu Hohenfels, verkaufte im Jahr 1382 die Vogtei und Herrschaft zu Biebelnheim mit allen Rechten, Freiheiten und Zugehörungen an Pfalzgraf Ruprecht dem Jüngern für 500 Gulden. Wenig später, im Jahr 1384, verkaufte Ritter Gerhard Vetzer von Geispitzheim (Gabsheim) auch die Burg Biebelnheim an Pfalzgraf Ruprecht. Nach einer anderen Urkunde vom 15. November 1391 verkaufte Erzbischof Konrad von Mainz das Dorf Bybelheim mit allem Zubehör den Pfalzgrafen Ruprecht dem Älteren und Ruprecht dem Jüngern. Ruprecht der Ältere lebte allerdings 1391 nicht mehr. Wie der Ort Bybelnheim an die hohenfelsische Familie und von dieser an das Erzbistum Mainz gekommen war, ist unbekannt.
Die Burg wurde vermutlich in den Kriegswirren des 17. Jahrhunderts zerstört. Reste existierten noch bis Ende des 18. oder bis Mitte des 19. Jahrhunderts.